# Samsung Omnia 7
Samsung GT-I8700 Omnia 7 – telefon komórkowy serii Samsung Omnia. Wyposażony jest w metalową obudowę, nawigację A-GPS, radio FM z RDS, ma możliwość nagrywania filmów w jakości HD 720p.